# Нигер-конгоански езици
Нигер-конгоанското езиково семейство е съставено от около 1500 езика, разделени на 3 подгрупи.